# ジャイ・ヒンドレー
ジャイ・ヒンドレー（Jai Hindley、1996年5月5日 - ）はオーストラリア・パース出身の自転車競技選手。ジャイ・ヒンドリーとも表記される。

## 経歴

### 2016
- 台湾のコンチネンタルチームであるアタッキ・チーム・グストでプロデビュー。

### 2018
- ブエルタ・ア・エスパーニャでグランツールデビュー。

### 2020
- ジロ・デ・イタリアでは、クイーンステージの第18ステージでグランツール初勝利[2]。第20ステージまで終えた時点でテイオ・ゲイガンハートとタイム差なしの総合首位に立ち、マリア・ローザを獲得[3]。しかし、第21ステージ・個人タイムトライアルでゲイガンハートに39秒差をつけられ、総合2位の結果となった[4]。

### 2022
- ジロ・デ・イタリアの第9ステージでは、総合ライバル勢をゴール前スプリントで下しジロ通算2勝目[5]。その後も安定して上位でゴールし、第19ステージを終えて総合首位のリチャル・カラパスに対し3秒遅れの総合2位。クイーンステージとなった第20ステージの最後の山岳マルモラーダでカラパスを突き放し、1分28秒差をつけ総合首位に立った[6]。第21ステージ・個人タイムトライアルを15位でゴールし総合首位を確定。オーストラリア人として初のジロ・デ・イタリア総合優勝者となった[7]。

## 主な戦績

### 2016
- GPカポダルコ 優勝
- アン・ポスト・ラス  ヤングライダー賞

### 2017
- ヘラルド・サン・ツアー  ヤングライダー賞
- トスカーナ・テッラ・ディ・チクリズモ・エロイカ  総合優勝、山岳賞（第1aステージ・チームタイムトライアル優勝）
- ジロ・チクリスティコ・ディタリア 区間優勝（第7ステージ）
- ツアー・オブ・福州  総合優勝

### 2020
- ヘラルド・サン・ツアー  総合優勝、 山岳賞（第2、4ステージ優勝）
- ジロ・デ・イタリア 総合2位（第18ステージ優勝）

### 2022
- ジロ・デ・イタリア  総合優勝（第9ステージ優勝）

### 2023
- ツール・ド・フランス 区間優勝（第5ステージ）

### グランツールの総合成績
| グランツール               | 2018 | 2019 | 2020 | 2021 | 2022 | 2023 |
| -------------------------- | ---- | ---- | ---- | ---- | ---- | ---- |
| ジロ・デ・イタリア         | －   | 35   | 2    | DNF  | 1    | －   |
| ツール・ド・フランス       | －   | －   | －   | －   | －   | 7    |
| ブエルタ・ア・エスパーニャ | 32   | －   | －   | －   | 10   |      |